# 五味
五味（ごみ）は、5つの味を意味する。ただし、場合によって意味するものは違う。

## 五基本味
基本味（きほんあじ）、五原味とも言う。味蕾から味覚神経を伝って脳で認識できる、味覚の根本となる5つの要素・味を指す。従来の『味の四面体』に池田菊苗が発見した「うま味」を加えたもの。
1. 甘味
2. 酸味
3. 塩味
4. 苦味
5. うま味

## 五行
中国の五行説では、5つで木・火・土・金・水の五行に対応している。
1. 酸味 - 木
2. 苦味 - 火
3. 甘味 - 土
4. 辛味 - 金
5. 塩味（鹹） - 水

## 四川料理
四川料理においては一般的に以下の五味が基本とされている。これらに苦み、香味を加えて七味が四川料理の基本とする説もある。
1. 山椒の痺れるような味 - 麻
2. 辛味 - 辣（唐辛子に限定しない）
3. 甘味 - 甜
4. 塩味 - 鹹
5. 酸味 - 酸

## 仏教
仏教では、牛や羊の乳を精製する過程における、五段階の味を指す。
1. 乳味
2. 酪味
3. 生酥味（しょうそみ）
4. 熟酥味
5. 醍醐味

醍醐味とは精製の段階を経て美味となった最高級の風味や乳製品を指し、このことから物事の真のおもしろさや仏教での衆生に例えられる（涅槃経による五味相生の譬）。

## アーユルヴェーダ
インド伝統医学のアーユルヴェーダでは味覚を6つに分け、毎食6種類の「味（ラサ）」を食べることが望ましいとされる。
1. 甘味 - madhu（マドゥー）
2. 酸味 - amla（アムラ）
3. 塩味 - lavana（ラヴァナ）
4. 辛味 - katu（カトゥ）
5. 苦味 - tikta（テクタ）
6. 渋味 - kashaya（ケシャイ）

## 清酒の五味
清酒の五味は次のように表現される。
1. 甘味 - ブドウ糖、オリゴ糖、グリセリン、ブチレングリコール等の糖や多価アルコール、グリシン、アラニン、プロリン等のアミノ酸
2. 辛味 - エチルアルコール、アルデヒド類等
3. 酸味 - コハク酸、乳酸等の酸類
4. 苦味 - コリン、チラミン等のアミンやヒスチジン、アルギニン、バリン、イソロイシン等のアミノ酸
5. 渋味 - チロシンや無機塩の一部